# Teorema delle intersezioni dimensionali
In matematica, il teorema delle intersezioni dimensionali determina la dimensione dello spazio affine risultante dall'intersezione di due spazi di dimensione nota. Si applica a spazi vettoriali di qualsiasi dimensione, comprendendo anche gli spazi di dimensione inferiore alla terza, convenendo che il piano sia uno spazio di dimensione {\displaystyle 2}, la retta sia uno spazio di dimensione {\displaystyle 1}, il punto sia uno spazio di dimensione {\displaystyle 0}.
Il teorema può risultare utile nella geometria oltre la terza dimensione, laddove le intersezioni risultano meno intuitive rispetto ai più consueti casi del piano e dello spazio tridimensionale.

## Enunciato
In uno spazio affine di dimensione {\displaystyle n}, due spazi di dimensione {\displaystyle p} e {\displaystyle q}, non mutuamente paralleli e non entrambi appartenenti ad uno stesso spazio di dimensione inferiore ad {\displaystyle n}, si intersecano in uno spazio di dimensione:
{\displaystyle m=p+q-n\qquad {\text{ con }}\qquad 0\leq p\leq n\qquad 0\leq q\leq n.}
Dalle condizioni imposte risulterà sempre {\displaystyle m\leq n}.
Un valore negativo di {\displaystyle m} indica che i due spazi di dimensione {\displaystyle p} e {\displaystyle q} non si intersecano nello spazio di dimensione {\displaystyle n}. In tal caso il valore assoluto di {\displaystyle m} indica il numero di dimensioni da sottrarre allo spazio di dimensione {\displaystyle n} per ottenerne uno in cui i due spazi di dimensione {\displaystyle p} e {\displaystyle q} si intersechino in un punto.

## Esempi

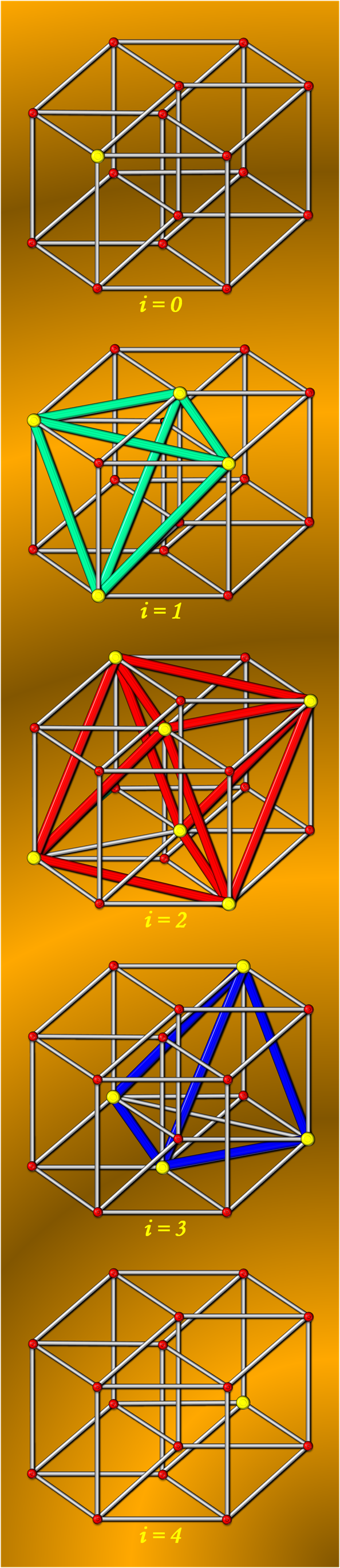
Esempio di applicazione del teorema delle intersezioni dimensionali. Sono raffigurate le sezioni ipercubiche ortoassiali del tesseratto, ottenute in uno spazio 4D, intersecando un tesseratto 4D con un fascio di 5 spazi 3D ortogonali ad una sua diagonale.

Ovviamente per la consueta geometria bidimensionale e tridimensionale il teorema restituisce le note regole di intersezione:
- In un piano (dimensione {\displaystyle 2}), considerando due rette (dimensione {\displaystyle 1}), risulta:

{\displaystyle n=2\qquad p=1\qquad q=1\qquad m=p+q-n=0,}
quindi le due rette si intersecano in un punto (dimensione {\displaystyle 0}).
- In uno spazio di dimensione {\displaystyle 3}, considerando due piani (dimensione {\displaystyle 2}), risulta:

{\displaystyle n=3\qquad p=2\qquad q=2\qquad m=p+q-n=1,}
quindi i due piani si intersecano in una retta (dimensione {\displaystyle 1}).
- In uno spazio di dimensione {\displaystyle 3}, considerando una retta ed un piano, risulta:

{\displaystyle n=3\qquad p=1\qquad q=2\qquad m=p+q-n=0,}
quindi la retta ed il piano si intersecano in punto (dimensione {\displaystyle 0}).
- In uno spazio di dimensione {\displaystyle 3}, considerando due rette, risulta:

{\displaystyle n=3\qquad p=1\qquad q=1\qquad m=p+q-n=-1,}
quindi, essendo il valore di {\displaystyle m} negativo, le due rette non si intersecano. Nel caso in cui le due rette si intersecassero in un punto allora sarebbero complanari e ci sarebbe uno spazio di dimensione inferiore a {\displaystyle 3} che li contenga entrambi. Il valore di {\displaystyle m=-1} indica, come esposto nell'enunciato, che bisogna sottrarre una dimensione allo spazio di dimensione {\displaystyle 3} per trovarne uno in cui le due rette si intersechino necessariamente in un punto.
- In uno spazio di dimensione {\displaystyle 4}, considerando una retta ed un piano, risulta:

{\displaystyle n=4\qquad p=1\qquad q=2\qquad m=p+q-n=-1,}
quindi, risultando un valore negativo di {\displaystyle m}, una retta ed un piano non si intersecano in uno spazio di dimensione {\displaystyle 4}, a meno che non appartengano entrambi ad uno stesso spazio di dimensione {\displaystyle 3}.
- In uno spazio di dimensione {\displaystyle 4}, considerando una retta ed uno spazio di dimensione {\displaystyle 3}, risulta:

{\displaystyle n=4\qquad p=1\qquad q=3\qquad m=p+q-n=0,}
quindi la retta e lo spazio di dimensione {\displaystyle 3} si intersecano in punto (dimensione {\displaystyle 0}).

## Dimostrazione
La dimostrazione del teorema può essere desunta direttamente da considerazioni analitiche.
In uno spazio affine di dimensione {\displaystyle n}, con assi cartesiani {\displaystyle X_{1},X_{2},\cdots ,X_{n}}, una equazione lineare di primo grado del tipo
{\displaystyle a_{1}x_{1}+a_{2}x_{2}+\cdots +a_{n}x_{n}+a_{n+1}=0,}
rappresenta uno spazio di dimensione {\displaystyle n-1}.
Ad esempio, in uno spazio tridimensionale {\displaystyle xyz}, una equazione del tipo {\displaystyle ax+by+cz+d=0} rappresenta un piano bidimensionale.
Allo stesso modo, in uno spazio bidimensionale {\displaystyle xy}, una equazione del tipo {\displaystyle ax+by+c=0} rappresenta una retta monodimensionale.
Ogni ulteriore equazione dello stesso tipo, aggiunta alla prima, riduce di uno il numero di dimensioni dell'ente geometrico rappresentato dal sistema dell'insieme delle equazioni.
In altre parole, in uno spazio cartesiano euclideo di dimensione {\displaystyle n}, un sistema di {\displaystyle g} equazioni del tipo
{\displaystyle {\begin{cases}a_{11}x_{1}+a_{12}x_{1}+\cdots +a_{1n}x_{n}+a_{1(n+1)}=0\\a_{21}x_{1}+a_{22}x_{1}+\cdots +a_{2n}x_{n}+a_{2(n+1)}=0\\\cdots \qquad \cdots \qquad \cdots \qquad \cdots \qquad \cdots \qquad \cdots \\a_{g1}x_{1}+a_{g2}x_{1}+\cdots +a_{gn}x_{n}+a_{g(n+1)}=0\end{cases}}}
rappresenta uno spazio di dimensione {\displaystyle n-g}
In uno spazio di dimensione {\displaystyle n}, dunque, per due spazi di dimensione {\displaystyle p} e {\displaystyle q} sarà:
{\displaystyle g_{p}=n-p}
{\displaystyle g_{q}=n-q}
Intersecare due spazi significa considerare il sistema delle equazioni che li individuano. Non accade che ci siano equazioni linearmente dipendenti perché si sta supponendo che i due spazi non siano contenuti in uno spazio di dimensione minore di {\displaystyle n}. Per lo spazio di dimensione {\displaystyle m} risultante dall'intersezione di due spazi dimensione {\displaystyle p} e {\displaystyle q} rispettivamente, sarà dunque:
{\displaystyle g_{m}=g_{p}+g_{q}=(n-p)+(n-q)=2n-p-q,}
e quindi:
{\displaystyle m=n-g_{m}=n-(2n-p-q)=p+q-n.}
che dimostra il teorema.

## Teorema inverso
Invertendo il ragionamento, dalla formula del teorema delle intersezioni dimensionali si può desumere che:
In uno spazio di dimensione {\displaystyle n}, considerati due spazi di dimensione {\displaystyle p} e {\displaystyle q} che si intersecano secondo uno spazio di dimensione {\displaystyle m}, se risulta:
{\displaystyle n-(p+q-m)=s>0,}
allora i due spazi considerati appartengono necessariamente ad uno stesso spazio di dimensione {\displaystyle n-s}.
Ad esempio, in uno spazio di dimensione {\displaystyle 3}, considerate due rette (dimensione {\displaystyle 1}), se esse si intersecano in un punto (dimensione {\displaystyle 0}), risulterà:
{\displaystyle n=3\qquad p=1\qquad q=1\qquad m=0\qquad s=n-(p+q-m)=1.}
Le rette devono dunque appartenere necessariamente ad uno stesso spazio di dimensione {\displaystyle n-s=2}, cioè ad uno stesso piano.
Se le due rette (dimensione {\displaystyle 1}) si intersecassero invece secondo una retta (dimensione {\displaystyle 1}), allora sarebbe:
{\displaystyle n=3\qquad p=1\qquad q=1\qquad m=1\qquad s=n-(p+q-m)=2,}
e di conseguenza le due rette dovrebbero necessariamente appartenere ad uno stesso spazio di dimensione {\displaystyle n-s=1}, cioè ad una stessa retta, come è evidente che sia per due rette che si sovrappongono.

## Intersezioni non intuitive
Quando lo si applichi a spazi di dimensione superiore alla terza, il teorema restituisce risultati non immediatamente intuibili per chi è abituato al nostro consueto mondo tridimensionale. Vediamo due esempi per uno spazio 4D:
Primo esempio:
In uno spazio 3D una retta 1D interseca un cubo 3D in un segmento 1D, infatti:
{\displaystyle n=3\qquad p=1\qquad q=3\qquad m=p+q-n=1}
Il risultato appare evidente. Però se ci spostiamo in uno spazio 4D una retta 1D interseca un cubo 3D in un punto 0D, infatti:
{\displaystyle n=4\qquad p=1\qquad q=3\qquad m=p+q-n=0}
Il fatto che una retta possa attraversare un cubo 3D intersecandolo solo in un punto non risulta per niente intuitivo. Per provare a comprenderlo può utilizzarsi un'analogia: per un essere 2D, che viva su un piano, risulterebbe altrettanto incomprensibile come una retta possa attraversare un quadrato intersecandolo solo in un punto, cosa del tutto evidente invece per un essere 3D in uno spazio tridimensionale.
```
Secondo esempio:
```

Due oggetti della stessa dimensione dello spazio in cui sono immersi, si intersecano sempre in un oggetto della loro stessa dimensione. Risulterà infatti:
{\displaystyle m=p+q-n=n+n-n=n}
Così nel nostro spazio 3D due oggetti 3D si intersecano in un oggetto tridimensionale e su un piano l'intersezione di due figure piane è ancora una figura piana.
In uno spazio 4D due oggetti tridimensionali si intersecano in una figura 2D:
{\displaystyle n=4\qquad p=3\qquad q=3\qquad m=p+q-n=2}
Ancora una volta tale circostanza può risultare poco intuitiva. Ricorrendo alla stessa analogia precedente, si pensi a come per un essere 2D, che viva su un piano, risulti incomprensibile come due figure piane possano intersecarsi in un segmento, fatto del tutto naturale nel nostro spazio 3D.